# UFC Fight Night: Santos vs. Anders
UFC Fight Night: Santos vs. Anders (también conocido como UFC Fight Night 137) fue un evento de artes marciales mixtas producido por Ultimate Fighting Championship el 22 de septiembre de 2018 en el Ginásio do Ibirapuera en São Paulo, Brasil.

## Historia
El evento original contaba con una pelea de peso semipesado entre Glover Teixeira y Jimi Manuwa. Sin embargo, Teixeira fue sacado de la pelea el 14 de agosto por una lesión de hombro. Este fue reemplazado por Thiago Santos. Por su parte, Manuwa se retiró el 16 de septiembre debido a un desgarro en el tendón de la corva y fue reemplazado por Eryk Anders.
Se esperaba que Mark Godbeer se enfrentara a Luis Henrique en el evento. Sin embargo, Godbeer fue sacado de la pelea a principios de agosto debido a una lesión y fue reemplazado por Ryan Spann, que haría su debut.
Se esperaba que Neil Magny se enfrentara a Alex Oliveira en el evento. Sin embargo, Magny fue retirado del combate el 22 de agosto para enfrentar a Santiago Ponzinibbio en UFC Fight Night: Magny vs. Ponzinibbio en noviembre. Este fue reemplazado por Carlo Pedersoli Jr.
Se esperaba que Ketlen Vieira enfrentara a la excampeona de peso gallo de Invicta FC, Tonya Evinger. Sin embargo el 7 de agosto, Vieira se retiró del combate por una lesión. Evinger fue removida de la cartelera y reprogramada para un evento futuro con una oponente diferente.
El ganador peso mediano de The Ultimate Fighter: Nations, Elias Theodorou, estaba esperado para enfrentar al gandor peso pesado de The Ultimate Fighter: Brazil 3, Antônio Carlos Júnior en el evento. Sin embargo, Júnior fue sacado del combate el 28 de agosto por una lesión. El combate fue reeprogramado para UFC 231.
Elizeu Zaleski dos Santos se enfrentaría a Belal Muhammad. Sin embargo, el 14 de septiembre, fue anunciado que Muhammad había sido sacado del combate por una lesión y reemplazado por Luigi Vendramini, que hacía su debut en la empresa.
En el pesaje, Renan Barao pesó 141.6 libras, 5 libras más del límite de la división de peso gallo (136 libras). Barao fue multado con el 30 por ciento de su pago, el cual fue dado a su oponente Andre Ewell.

## Bonificaciones
Los siguientes peleadores recibieron $50,000 por bonos:
- Pelea de la noche: Thiago Santos vs. Eryk Anders
- Actuación de la noche: Antônio Rogério Nogueira y Charles Oliveira